# Iwona Grabarek
Iwona Grabarek (ur. 30 listopada 1956 w Słupsku) – profesor nauk technicznych, nauczyciel akademicki Politechniki Warszawskiej i Wyższej Szkoły Ekologii i Zarządzania w Warszawie, specjalistka w zakresie ergonomii środków transportu, modelowania i symulacji układu operator-pojazd-otoczenie, oceny ergonomicznej stanowisk pracy.

## Życiorys
W 1981 ukończyła studia na Wydziale Mechaniki Precyzyjnej Politechniki Warszawskiej. W 1993 w Instytucie Pracy w Moskwie otrzymała stopień naukowy doktora w specjalności ergonomia i bezpieczeństwo pracy. W 2004 na Wydziale Transportu Politechniki Warszawskiej uzyskała stopień doktora habilitowanego nauk technicznych w dyscyplinie transport. Została profesorem nadzwyczajnym tego wydziału w Zakładzie Systemów Informatycznych i Mechatronicznych w Transporcie oraz wykładowcą Wyższej Szkoły Ekologii i Zarządzania w Warszawie. 8 stycznia 2019 uzyskała tytuł naukowy profesora. Od 2020 r. jest kierownikiem Zakładu Systemów Informatycznych i Mechatronicznych na Wydziale Transportu Politechniki Warszawskiej. 
Jest autorką ponad 200 publikacji naukowych oraz 3 patentów. 
W 1997 została odznaczona Srebrnym Krzyżem Zasługi.